# Crinopteryx familiella
Crinopteryx familiella Peyerimhoff, 1871 è un lepidottero appartenente alla famiglia Incurvariidae, diffuso in Europa; è l'unico membro del genere Crinopteryx Peyerimhoff, 1871 e della sottofamiglia Crinopteryginae Spuler, 1898, in passato ritenuta una famiglia a sé stante.

## Etimologia
Il nome del genere si ricava dalla combinazione del verbo greco κρίνω (krino) = separo, con il sostantivo πτερυξ (pteryx) = ala.

L'epiteto specifico deriva invece dal sostantivo latino familia = famiglia, con l'aggiunta del suffisso -ella, frequente nei nomi dei lepidotteri, dovuto al fatto che in cattività queste falene sono solite deporre diverse uova ravvicinate su una singola foglia, come a formare una "famigliola", anziché distribuirle su più foglie diverse.

## Descrizione

### Adulto
Si tratta di una piccola falena diurna, piuttosto primitiva, con nervatura alare di tipo eteroneuro e apparato riproduttore femminile provvisto di un'unica apertura per l'accoppiamento e per l'ovodeposizione; per quest'ultima caratteristica anatomica, la specie veniva in passato collocata all'interno della divisione Monotrysia, oggi considerata obsoleta in quanto polifiletica.

Le ali sono aculeate, lanceolate (con lunghezza circa tripla rispetto alla larghezza) e traslucide, con tornus non individuabile. Il termen è convesso e manca una macchia discale. Sono assenti le nervature trasversali. L'ala anteriore ha un rapporto larghezza/lunghezza di 0,27; R è ripartita in cinque rami distinti, mentre M soltanto in tre; si osserva una cellula accessoria; 1A+2A è fusa per tutta la propria lunghezza, senza biforcazione basale.

L'ala posteriore presenta apice più arrotondato, ed è più stretta e più corta dell'anteriore, con un rapporto larghezza/lunghezza pari a 0,25. Anche qui M è tripartita.

L'accoppiamento alare è di tipo frenato; nel maschio si osserva un retinaculum abbastanza allungato e triangolare, ed una plica costale che si estende fin sotto la base di Sc, mentre il frenulum è rappresentato da una singola e robusta seta, accompagnata da setae costali più ridotte; nella femmina si osserva invece una serie basale di piccolissime setae costali poco differenziate. L'apparato di connessione tra ala anteriore e metatorace è presente, e si può inoltre distinguere un ponte precoxale.

Il capo è ricoperto di fitte scaglie, che appaiono addossate alla capsula cefalica particolarmente in prossimità del vertice, così come si osserva ad esempio nella famiglia Heliozelidae. Gli occhi sono relativamente ridotti. Gli ocelli sono assenti, come pure i chaetosemata.

Le antenne hanno lunghezza pari ai tre quinti di quella della costa dell'ala anteriore; sono moniliformi e ricoperte di fini scaglie, con pecten presente e flagello filiforme; lo scapo non è conformato a formare una "visiera". Le antenne del maschio, costituite da 45-46 antennomeri sono un po' più lunghe di quelle della femmina, costituite da 39-42 articoli.

Il labrum ed i pilifer sono ridotti, così come le mandibole e l'haustellum, privo di scaglie; i palpi mascellari sono ben sviluppati e genicolati, con cinque segmenti, di cui il quarto più sviluppato in lunghezza rispetto agli altri; i palpi labiali sono essi pure ben sviluppati, ma con soli tre segmenti, il secondo dei quali è munito di setole erette.

Nelle zampe, l'epifisi è presente, mentre gli speroni tibiali hanno formula 0-2-4.

Nell'apparato genitale maschile non si nota, su ogni valva, la struttura a pettine definita pectinifer, ma al contrario si osserva una robusta spina. L'uncus è poco distinguibile, con un ampio margine caudale bilobato; il vinculum assume la forma di una larga "V"; le valvae presentano ciascuna una grossa spina subapicale; la juxta si mostra chiaramente angolata; l'edeago appare corto e tozzo, munito di parecchi corti cornuti.

Nel genitale femminile, l'ovopositore è ben sviluppato e di tipo perforante, come nelle Incurvariinae, tale da consentire l'inserimento delle uova all'interno dei tessuti fogliari della pianta ospite; la bursa copulatrix è completamente membranacea ed i signa sono assenti.

L'apertura alare è compresa tra 7 e 8 mm.

### Uovo
Le uova sono sferoidali, di diametro compreso tra 0,22 e 0,30 mm; sono state poco studiate; vengono inserite singolarmente nei tessuti della pianta ospite, cosicché assumono la forma della "tasca" che le ospita.

### Larva
Il bruco è simile per struttura e comportamento a quelli degli Adelidae; il corpo è cilindrico, con una lunghezza compresa tra 3.4 e 4 mm. Il capo è nero e prognato e rivela sei paia di stemmata. Le zampe sono ben sviluppate e complete, con coxe chiaramente distinguibili. Le pseudozampe sono quasi sempre vestigiali e, come si osserva in alcuni Incurvariinae, gli uncini sono disposti su singole file e solo nei segmenti addominali da III a VI, ma assenti nel X segmento addominale.

### Pupa
La pupa, exarata e relativamente mobile, con appendici libere e ben distinte (pupa dectica), è simile a quella delle Incurvariinae; appare fragile e traslucida, lunga al massimo 3,5 – 4 mm e larga 0,66 mm; essa rivela, dal II all'VIII segmento addominale, un'ampia fascia di piccolissime spine tergali; nella femmina, i segmenti addominali da VII a X sono uniti, mentre nel maschio soltanto quelli da VIII a X lo sono.

## Biologia

### Comportamento
Le uova vengono deposte una per volta, solitamente all'interno dell'epidermide di una foglia della pianta ospite. Già nelle prime fasi di sviluppo, la larva si fa strada all'interno della lamina fogliare, producendo una piccola mina; in seguito, dopo aver espulso gli escrementi attraverso una stretta apertura, ritaglia le pareti della mina per costruirsi un fodero di 3,5 - 4,0 mm di lunghezza e 1,5 - 2,0 mm di larghezza, che si trascina dietro per poi fissarlo alla pagina inferiore della foglia; da questo momento in poi, il bruco si comporta in modo molto simile a quanto osservabile nei Coleophoridae, utilizzando questo astuccio per penetrare all'interno della foglia di cui si nutre; ad accrescimento completato, la larva si ritira nel fodero ed inizia l'impupamento. Le modalità sopra descritte, anomale rispetto al resto degli Incurvariidae, sono all'origine di alcune perplessità che hanno avanzato diversi autori (e. g. Nielsen & Davis, 1985) nel far rientrare la specie all'interno di questa famiglia.

### Alimentazione
Le larve di C. familiella si accrescono fondamentalmente su foglie di Cistaceae, tra cui:
- Cistus monspeliensis L. (cisto marino)
- Cistus salvifolius L. (cisto femmina, di gran lunga l'essenza preferita da questi bruchi)

## Parassitoidismo
Il bruco di C. familiella può cadere vittima di parassitoidismo da parte di Chrysocharis gemma Walker, 1839 (Hymenoptera, Eulophidae).

## Distribuzione e habitat
La specie occupa un areale alquanto ristretto, limitato esclusivamente a Portogallo, Spagna, Francia meridionale (Locus typicus: Midi) e Italia (Sicilia).
L'habitat è rappresentato da boschi e foreste a latifoglie.

## Tassonomia
Il genere Crinopteryx venne incluso all'interno della famiglia Crinopterygidae da Davis, in Kristensen (1998).

Si è tuttavia deciso in questa sede di seguire l'impostazione tassonomica proposta da Van Nieukerken et al. (2011), che inserisce le Crinopteryginae all'interno delle Incurvariidae, anziché considerarle come una famiglia a sé stante.

### Sottospecie
Non sono state descritte sottospecie.

### Sinonimi
È stato riportato un solo sinonimo:
- Crynopteryx familiella Nolcken, 1882 - Stett. ent. Ztg 43: 188.[23] (err. pro Crino- Peyerimhoff, 1871)

## Conservazione
Questa specie non è stata inserita nella Lista rossa IUCN.